# La noche es guy
«La noche es guy» es una canción de la cantante española Martirio, escrita por ella y compuesta por Kiko Veneno. Fue publicada en el primer álbum de Martirio, Estoy mala de 1986.
La canción hace referencia a los ambientes nocturnos de la cultura homosexual masculina. Martirio comentó en alguna ocasión que «guy» es la forma como un amigo suyo se refería a «gay».
Es mencionada en el libro Libérate: La cultura LGTBQ que abrió camino en España de 2020, escrito por Valeria Vegas, y a la vez está incluida en el disco doble lanzado en junio de 2022 como complemento del texto publicado por la editorial Dos Bigotes.